# Громадянин (партія)
Політична партія «Громадянин» (до жовтня 2015 мала назву «Партія державного нейтралітету України» або ПДНУ) — політична партія України, зареєстрована 13 жовтня 2004 р. під № 99.

## Ідеологія
Партія пропагує демократичну економічно розвинену державу, припинення руху України до військових блоків, поглиблення співпраці із сусідами. 2005 року партія виступала за виведення ЧФ РФ з території України (АР Крим).

## Історія
4 червня 2004 р. у Києві відбулися установчі збори партії. За основу програми було взято тезу з Декларації про державний суверенітет України (Україна «урочисто проголошує про намір стати у майбутньому постійно нейтральною державою, яка не бере участі у військових блоках і дотримується трьох неядерних принципів: не приймати, не виробляти і не набувати ядерної зброї»).
У виборах до Верховної ради (2006) ПДНУ участі не брала. Діяльність проводила на території АР Крим. На місцевих виборах 2006 р. у Криму співпрацювала з проросійськими силами, увійшовши до «Блоку Куніцина».
Виконувачем обов'язків голови партії була Григор'єва Ольга Олександрівна. Наступником став Плакида Андрій Олексійович.
У жовтні 2015 року партія змінила назву на Політична партія «Громадянин».

## Символіка
Девіз — «Нейтралітет вибір України». Символіка:
- розпізнавальний знак, який має зображення у формі овалу (контурна карту України з виділенням її кордонів відносно трьох полярних світоглядів і культур (європейської, євроазіатської та мусульманської)). Всередині зображення — контурна карта України білого кольору (основний колір емблеми), навколо якої розташовані три блоки однакового розміру та різних за кольором (синього, червоного, зеленого). Синій блок (Європейський світ) — ліворуч, червоний (Євроазіатський світ) — праворуч, зелений (Мусульманський світ) — знизу. Зверху зображення напівколом розміщена назва партії — партія державного нейтралітету України. В назві всі літери однакові за розміром та кольором (чорного);
- прапор — прямокутне полотнище білого кольору, із співвідношенням ширини прапора до його довжини 2:3. На прапорі розташоване зображення у формі овалу, як й у випадку з розпізнавальним знаком. Зворотний бік прапора — дзеркальне відображенням лицьового боку.[8]